# Cantón de Fours
El cantón de Fours era una división administrativa francesa, que estaba situada en el departamento de Nièvre y la región de Borgoña.

## Composición
El cantón estaba formado por diez comunas:
- Cercy-la-Tour
- Charrin
- Fours
- Montambert
- La Nocle-Maulaix
- Saint-Gratien-Savigny
- Saint-Hilaire-Fontaine
- Saint-Seine
- Ternant
- Thaix

## Supresión del cantón de Fours
En aplicación del Decreto nº 2014-184 de 18 de febrero de 2014, el cantón de Fours fue suprimido el 22 de marzo de 2015 y sus 10 comunas pasaron a formar parte del nuevo cantón de Luzy.